# Большое Шумаково (Челябинская область)
Большое Шумаково — деревня в Увельском районе Челябинской области. Входит в Петровское сельское поселение.

## География
Расположен в восточной части петровского района. Расстояние до районного центра, Увельского, 41 км.

## История
Деревня основана в 1828 году курскими  однодворцами на территории  Кочердыкской земли. В 1931 году жителями деревни, был основан колхоз имени  Калинина. В 1970-80.х годах, велось строительство животноводческие помещений для производства мяса крупнорогатого скота, цеха по производству кормов, тракторный и комбайновый парки. В 2001 на базе колхоза было создано ООО «Агрофирма „Калининская“».

## Население
По данным Всероссийской переписи, в 2010 году численность населения посёлка составляла 456 человека.

## Ландшафт
Преимущественно лесостепь, в округе большое количество озёр и болот.

## Экономика
Пищевая промышленность
На территории Большого Шумакого располагаются ООО «Агрофирма „Калининская“» и отделение агрофирмы «Ариант», специализирующиеся на производстве мясных изделий и мясных консервов.

## Инфраструктура
- библиотека
- дворец культуры
- фельдшерско-акушерский пункт